# Década de Fajr
Década de Fajr (en persa: دهه فجر‎, romanizado: Dahe-ye-Fajr), a llegar del 11 de febrero, día de la victoria de la Revolución Islámica en 1979, que dio lugar a la creación de un Estado islámico e independiente, los iraníes festejan esta gloriosa fecha llamada ‘Década del Alba’, del 12 al 22 del mes de Bahman (calendario persa).
El ayatolá regresó el 1 de febrero de 1979, fecha que, junto al 11 de febrero y al 1 de abril (Día de Proclamación de la República Islámica), es ahora una de las fiestas nacionales iraníes más importantes relacionadas con la revolución de 1979.

## Evento de febrero de 1979

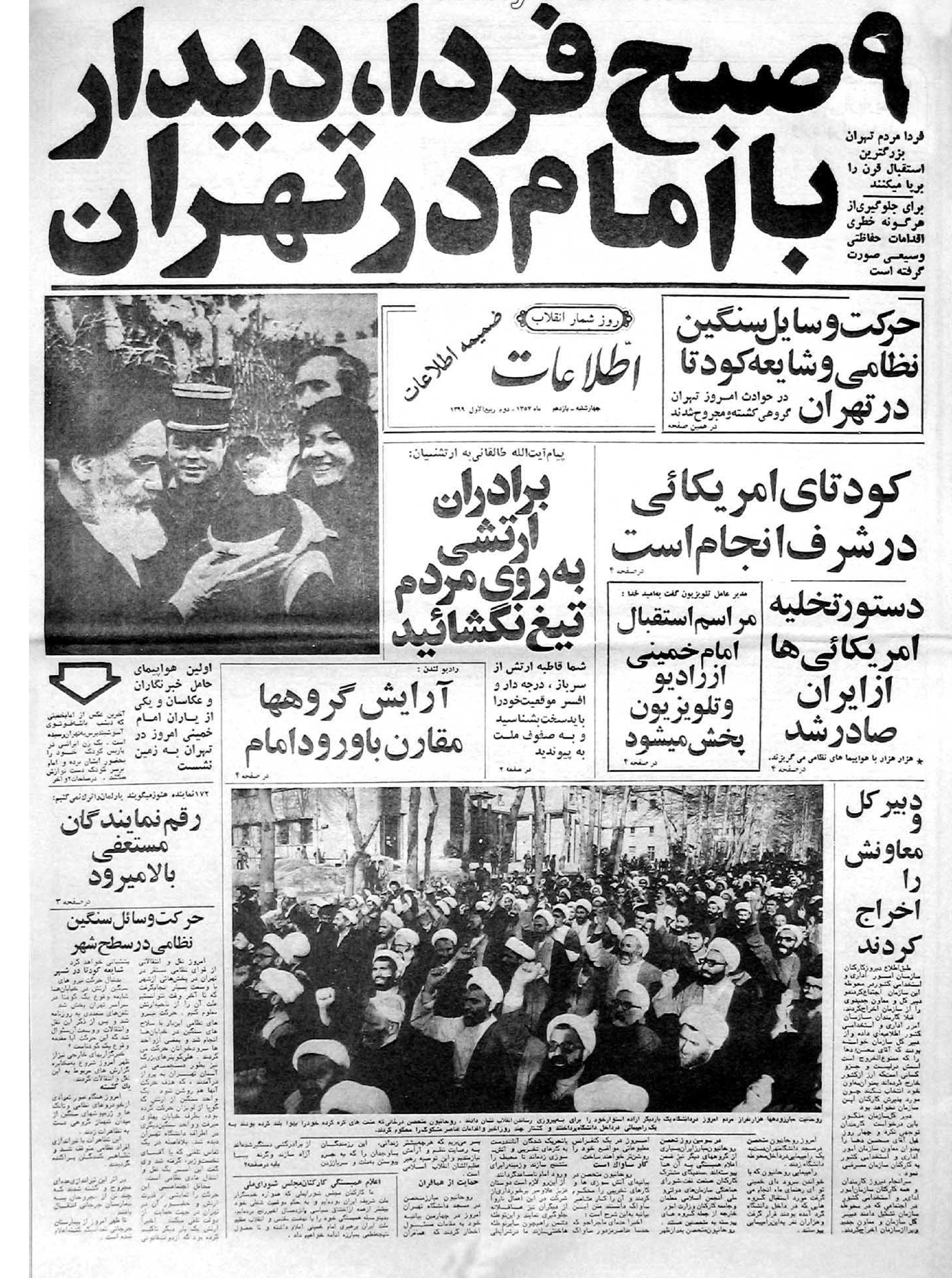
el periódico Ettela'at, con título; regreso de Jomeini a Irán, Mañana a las 9 de la mañana, visita con Imam (Jomeini) en Teherán.

### 1 de febrero
En el primero de febrero de 1979 el Ayatolá Jomeini regresó a Teherán porque él fue exiliado por Mohammad Reza Pahleví a Francia, con el toque de bocina y timbres justo a las 09:27, hora local, recordando el momento en que tocó tierra el avión que traía al fundador de la República Islámica de Irán, el Imam Jomeini. Varios millones de personas fueron al Aeropuerto Internacional de Mehrabad.
Tras aterrizar en el aeropuerto de Teherán, Jomeini se dirigió al cementerio de Beheshte Zahra ubicado al sur de la capital. Fue allí donde pronunció su histórico discurso de 20 minutos de duración tachando de "ilegítimos" al primer ministro, su Gobierno y el parlamento. Al rechazar, de esta forma, las proposiciones de Bajtiar, considerado un títere más de Occidente por numerosos seguidores del ayatolá, Jomeini nombró primer ministro a Mehdí Bazargán.

### 2 de febrero
en el 2 de febrero de 1979, Jomeini fue a visitar a los clérigos y dijo: el régimen de Pahlavi era una decisión irracional… y el pueblo de todos los países deben decidir los mismos para el destino de sus países.

### 3 de febrero
El 3 de febrero de 1979, que coincide con el tercer día de la “Década del Fajr”, Jomeini advirtió al gobierno de Shapur Bajtiar sobre la represión contra el pueblo. En la misma fecha, el histórico líder palestino, Yaser Arafat, mediante un mensaje dirigido a Jomeini, afirmó que las consecuencias de la Revolución Islámica de Irán traspasarían fronteras.

### 4 de febrero
El 4 de febrero de 1979, equivalente al cuarto día de la "Década de Fajr”, el fundador de la República Islámica, Jomeini, nombró a Mehdi Bazargan, primer ministro, y le otorgó la responsabilidad de formar un gobierno provisional de la Revolución. Además varios diputados del Parlamento y altos oficiales que había renunciado se reunieron con Jomeini.

### 5 de febrero
Una multitudinaria y entusiasta congregación de ciudadanos, y decenas de periodistas nacionales e internacionales se han reunido en el colegio Alavi, en Teherán. Jomeini, para nominar formalmente a Mehdi Bazargan primer ministro del país. La medida enfurece al primer ministro del régimen del Shah, Shapur Bajtiar, quien cuestiona la decisión, alegando que un país no puede tener más de un gobierno. El Consejo de la Revolución, institución recién creada por Jomeini, está llevando a cabo repetidos contactos con los oficiales de las Fuerzas Armadas para unirlos a la nación, sin que se produzca derramamiento de sangre.

### 6 de febrero
Más de un millón de personas, pertenecientes a diferentes grupos, sale a las calles convocadas por el fundador de la Revolución Islámica de Irán, Jomeini, con el fin de realizar manifestaciones pacíficas en apoyo a la designación de Mehdi Bazargan como primer ministro del país. Durante una reunión con los clérigos en la escuela teológica de Alavi, afirma que “el Islam es la religión de la política”.

### 7 de febrero
Ayatolah Jomeini en una reunión con los clérigos de Ahvaz afirmó: "continuación de levantamiento y resistencia es obligado."
Trece de los Miembros del Parlamento dimitieron. Y Asamblea General de las Naciones Unidas expresó preocupación por la situación de Irán.

### 8 de febrero
El 8 de febrero se celebró la  más grande manifestación de la revolución islámica de Irán. 
También el día en que los oficiales de la Fuerza Aérea del Ejército iraní declararon su lealtad al fundador de la República Islámica, Jomeini, en la escuela Alavi.

### 9 de febrero
El 9 de febrero de 1979 que coincide con el noveno día de la Década del Fajr, el movimiento islámico del pueblo iraní seguía imparable su camino. “La misión que me ha asignado Jomeini, es la más peligrosa e importante desde el principio de la Revolución Constitucional persa", así lo declaró en aquella fecha el elegido primer ministro del gobierno provisional, Mehdi Bazargan, en un discurso ofrecido en la Universidad de Teherán, en el que también adelantó los programas de su gobierno. En esa misma fecha, tuvo lugar una manifestación ante las puertas de la Universidad de Teherán, protesta en la que participaron casi 1500 miembros de la tribu nómada Bajtiari para manifestar su apoyo al Gobierno de Bazargan.

### 10 de febrero
El 10 de febrero fue el día de los conflictos armados entre la gente y los militares.
En el día un toque de queda fue anunciado por el gobierno de Bakhtiar, pero Imam Jomeini lo menospreció y dijo que las personas tuvieron que romperlo, y la gente quedó en las calles hasta el 11 de febrero y resistían ante los ataques de ejército de Bakhtiar.

### 11 de febrero
El 11 de febrero el pueblo iraní entró en la embajada del régimen de Israel en Teherán e izó en el edificio la bandera de Palestina.
Además, aumentaron los enfrentamientos entre el pueblo y el ejército del régimen del Shah Pahlevi, choques en los que el pueblo mostró su valentía y valía, impidiendo a las fuerzas monárquicas acceder a la capital del país.
De igual modo y ante las injusticias cometidas por el régimen Pahlavi, el pueblo tomó las sedes de distintas organizaciones y entidades, como la prisión de Evin, el cuartel general de la SAVAK (la policía secreta del Shah), la sede de la radio y la televisión, así como la oficina del primer ministro, a fin de manifestar, por todo lo alto, que empezaba un nuevo orden en el que el régimen Pahlavi no tenía cabida.

## La fiesta de Década de  Fajr
Todos los años después de 1979 se celebra el aniversario de la Revolución iraní, que depuso en 1979 al último rey del país y dio paso a la República Islámica. Su llegada intensificó las protestas populares contra el régimen de Pahlavi, lo que provocó su caída diez días después. Del 12 al 22 del mes de Bahman (calendario persa).
Asimismo, los colegios a  las 09:27 hacen sonar sus timbres y las iglesias y sinagogas sus campanas para festejar el comienzo del primer día de la Década del Alba.
Las sedes diplomáticas de Irán en otros países han organizado veladas y exposiciones para dar a conocer el legado de la Revolución y los últimos progresos científicos de la República Islámica.